# José Manuel Maza
Pour les articles homonymes, voir Maza et Martín.
José Manuel Maza Martín, né le 23 octobre 1951 à Madrid et mort le 18 novembre 2017 à Buenos Aires, est un magistrat, criminologue et écrivain espagnol.
Il est procureur général de l'État espagnol du 25 novembre 2016 jusqu'à sa mort.

## Biographie
José Manuel Maza est diplômé en droit et en histoire de l'université complutense de Madrid (UCM) où il a également obtenu un diplôme de criminologie.
Dans les années 1990, il a été porte-parole de l'association conservatrice et libérale des juges et magistrats nommée Union Judiciaire Indépendante (UJI).
Il est nommé sur décision du conseil des ministres, procureur général de l'État le 25 novembre 2016.